# Toyohashi Railroad
Toyohashi Railroad (豊橋鉄道, Toyohashi Tetsudō), également appelée Toyotetsu (豊鉄, Toyotetsu), est une entreprise qui assure des services de transport en commun à Toyohashi au Japon, dont une ligne de tramway, une ligne de train et de nombreuses lignes de bus. La carte sans contact manaca peut être utilisée sur les lignes ferroviaire de la compagnie. Meitetsu est le principal actionnaire (52,35%).

## Histoire
L'entreprise est fondée le 17 mars 1924 sous le nom de Toyohashi Electric Tramway (豊橋電気軌道, Toyohashi Denki Kidō). L'exploitation du tramway commence l'année suivante tandis que les bus commencent à circuler en 1935. L'entreprise change de nom en 1949 en Toyohashi Kōtsū (豊橋交通, Toyohashi Kōtsū) puis en 1954 pour prendre son nom actuel. C'est à ce moment-là que la ligne Atsumi est transférée de Meitetsu à Toyotetsu.

## Lignes

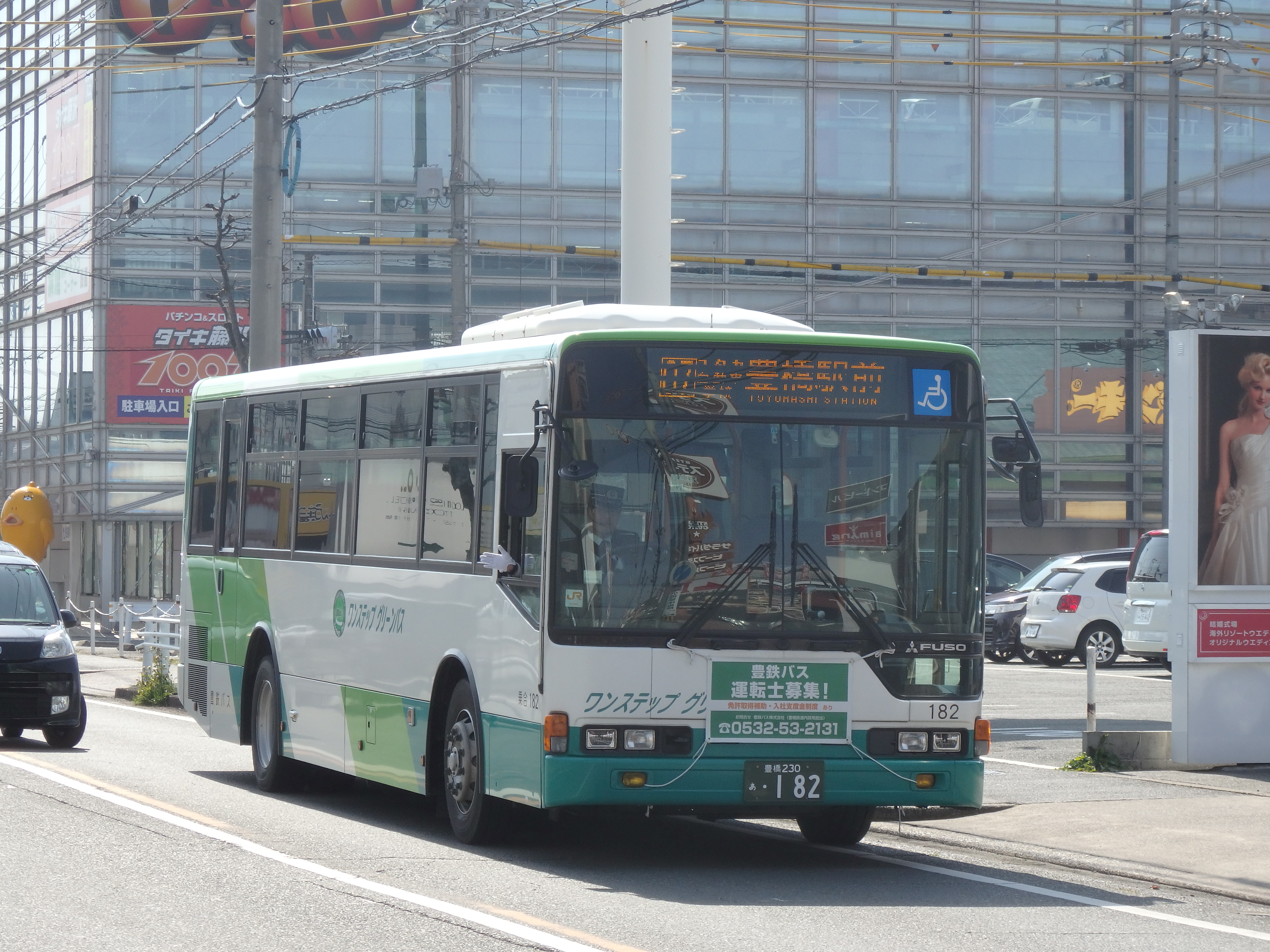
Bus de marque Mitsubishi de la compagnie Toyotetsu Bus

La compagnie exploite deux lignes ferroviaires centrées autour de la ville de Toyohashi :
- une ligne de tramway appelée ligne Azumada
- une ligne de train appelée ligne Atsumi

La compagnie exploite également un réseau de bus via sa filiale Toyotetsu Bus Co.,Ltd. (豊鉄バス株式会社, Toyotetsu basu Kabushiki gaisha).